# Murilo Martins
Murilo Martins (Presidente Prudente, ) é um quadrinista brasileiro, graduado em publicidade pela Escola de Comunicações e Artes da USP. Seu primeiro contato com os quadrinhos foi no fanzine Luke Skywalker with Diamonds, que ele fazia com Olavo Rocha e Guilherme Caldas nos anos 1990. Apenas em 2010, depois de visitar a Rio Comicon e se sentir motivado em voltar a produzir HQs, ele resolveu publicar de forma independente a revista em quadrinhos Love Hurts, lançada em 2011 no Brasil e, no ano seguinte, na San Diego Comic-Con em uma versão em inglês. Também em 2012, Love Hurts ganhou o Prêmio Angelo Agostini de melhor lançamento independente.
Em 2013, Murilo lançou o romance gráfico independente I'm a German Shepherd na Toronto Comic Arts Festival (TCAF). Escrito originalmente em inglês, Murilo traduziu o livro para o português em 2014 com o título Eu Sou um Pastor Alemão, que foi publicado pela editora Pólen Livros. A HQ conta a história de um pastor alemão guardador de ovelhas que precisa lidar com uma ovelha negra insurgente que questiona sua autoridade. Em 2015, Murilo lançou a continuação I Used To Be a German Shepherd (Eu Fui um Pastor Alemão, em português), novamente com a versão em inglês saindo primeiro em feiras no exterior e a edição brasileira no mesmo ano, lançada durante o Festival Internacional de Quadrinhos.